# Norbert Berthold
Norbert Berthold (* 11. September 1952 in Freiburg im Breisgau) ist ein deutscher Professor für Volkswirtschaftslehre, insbesondere Wirtschaftsordnung und Sozialpolitik an der Julius-Maximilians-Universität Würzburg.

## Leben
Nach seinem Studium der Volkswirtschaftslehre an der Albert-Ludwigs-Universität Freiburg von 1973 bis 1977 arbeitete Norbert Berthold von 1978 bis 1980 als Wissenschaftlicher Assistent am Institut für Finanzwissenschaft der Westfälischen Wilhelms-Universität in Münster, wo er 1980 zum Dr. rer. pol. promoviert wurde. Nach seiner Habilitation 1986 wurde Norbert Berthold 1987 an die Universität Hamburg berufen, wo er bis 1990 einen Lehrstuhl für Volkswirtschaftslehre innehatte. Seit 1990 ist er Ordinarius für Volkswirtschaftslehre an der Universität Würzburg. Von 1995 bis 1997 war er zudem Dekan der Wirtschaftswissenschaftlichen Fakultät der Universität Würzburg. Seit 1995 ist Norbert Berthold Mitglied des Wissenschaftlichen Beirats beim Bundesministerium für Wirtschaft und Technologie. Seit 1999 ist Norbert Berthold u. a. als Modulleiter im Executive MBA-Studiengang der Julius-Maximilians-Universität Würzburg tätig. Berthold ist Initiator des ordnungspolitischen Blogs Wirtschaftliche Freiheit, Mitherausgeber des ORDO – Jahrbuch für die Ordnung von Wirtschaft und Gesellschaft und im wissenschaftlichen Beirat der wirtschaftspolitischen Fachzeitschrift Wirtschaftsdienst.
Berthold war Mitunterzeichner des eurokritischen Manifests Die währungspolitischen Beschlüsse von Maastricht: Eine Gefahr für Europa (1992) und des Hamburger Appells (2005).
Er war Stammautor des von den AfD-Politikern Beatrix und Sven von Storch betriebenen Autoren-Gemeinschaftblog Die Freie Welt. Auch 2018 steht er noch als Blogger im Impressum.

## Forschungsschwerpunkte
- Theorie der Wirtschaftsordnung
- Systeme der sozialen Sicherung
- Arbeitsmarkttheorie und -politik
- Verteilungspolitik

## Schriften
- mit Klaus Gründler: Ungleichheit, soziale Mobilität und Umverteilung. Kohlhammer, Stuttgart 2018, ISBN 978-3-17-031552-5.
- Mehr Effizienz und Gerechtigkeit: Wege zur Entflechtung des Sozialstaates. In: Perspektiven der Wirtschaftspolitik. Band 6, Nr. 2, 2005, S. 233–254.
- mit S. v. Berchem: Lokale Solidarität – Die Zukunft der Sozialhilfe. In: ORDO. Band 56, 2005, S. 193–216.
- mit R. Fehn und E. Thode: Falling Labor Share and Rising Unemployment: Long Run Consequences of Institutional Shocks? In: German Economic Review. Band 3, 2002, S. 431–459.
- The Positive Economics of Unemployment and Labor Market Inflexibility. In: Kyklos. Band 49, 1996, S. 583–613.
- Familie, Fertilität und Einkommensverteilung - Besteht ein wirtschaftspolitischer Handlungsbedarf? In: Jahrbücher für Nationalökonomie und Statistik. Band 209, 1992, S. 523–541.
- Versicherungsprinzip und soziale Sicherung. In: Finanzarchiv. Band 44, 1986, S. 350–358.

Festschrift
- Nadya Kosturkova/Jörg Rieger (Hrsg.): Ordnungspolitisch stets auf Kurs. Festschrift zum 65. Geburtstag von Prof. Dr. Norbert Berthold. Vahlen, München 2018, ISBN 978-3-8006-5726-1.

## Auszeichnungen
- Ludwig-Erhard-Preis für Wirtschaftspublizistik (2002)